# Vilhelm Lilljeborg
Vilhelm (även William) Lilljeborg, född 6 oktober 1816 i Helsingborg, död 24 juli 1908 i Uppsala, var en svensk zoolog. Han var son till rektorn, sedermera kyrkoherden och kontraktsprosten i Västra Vram i Skåne Jöns Peter Lilljeborg och Hedda Hultberg. 
Lilljeborg inskrevs som student vid Lunds universitet 1834, där han blev filosofie kandidat 1840 och följande år promoverades till filosofie magister. År 1843 tog han teoretisk-teologisk examen, förordnades 1844 till docent i zoologi och utnämndes året därefter till extra ordinarie och 1853 till adjunkt i zoologi vid nämnda universitet. Efter att samma år vid Uppsala universitet ha avlagt föreläsningsprov för professuren i zoologi, utnämndes han följande år till professor där, från vilken befattning han 1882 erhöll avsked. 
För vetenskapligt ändamål hade han företagit vidsträckta resor både inom och utom landet, till Ryssland 1848 och till London och Paris 1865. Med zoologen Sven Nilsson som förebild, omfattade Lilljeborg redan vid början av sin zoologiska verksamhet det faunistiska studiet med särskilt intresse, och han var framstående bland dem, som utvecklat kännedomen om Sveriges fauna. 
Några av de viktiga bidrag han lämnat till samtidens naturvetenskapliga litteratur:
- Sveriges och Norges ryggradsdjur 1872-1891
- Beskrifning af tvenne för Skandinaviens fauna nya däggdjur 1842
- Bidrag till norra Rysslands och Norges fauna, samlade under en vetenskaplig resa i dessa länder 1848 och 1850
- Öfversigt af de inom Skandinavien hittills funna arterna af slägtet Gammarus Fabr. 1853

I Öfversikten av Vetenskapsakademiens Förhandlingar: 
- Zoologisk resa i norra Ryssland och Finnmarken 1849
- Bidrag till den högnordiska hafsfaunan 1850
- Kullens hafs-mollusker 1851, 1854
- Hafs-crustaceer vid Kullaberg i Skåne 1852, 1854
- Några anmärkningsvärda former af Clausilia rugosa, etc. 1858
- Beskrifning öfver tvenne märkliga Crustaceer af ordningen Cladocera 1860
- Beskrifning öfver två arter Crustaceer af ordningarna Ostracoda och Copepoda 1862
- En för Sveriges fauna ny fisk Leucaspius delineatus (Heckel) 1871
- Limnadia Gigas (Herm.) förekommande i Sverige

I i Nova Acta Reg. Societ. Scient. Upsal.:
- Les genres Liriope et Peltogaster H. Rathke
- Supplément au mémoire sur les genres Liriope et Peltogaster ibm; On the Lysianassa magellanicia H. Milne-Edwards
- On the crustacea of the suborder Amphipoda and subfamily Lysianassina, found on the coast af Sweden and Norway
- On two subfossil whales discovered in Sweden

I Årsskrift utg. av K. Vet.-Societ. i Uppsala: 
- Ornithologiska Bidrag, 1 och 2
- Bidrag till kännedomen om tandömsningen hos Otaria och Halichærus

I Uppsala universitets årsskrift
- Öfversigt af de inom Skandinavien anträffade hvalartade däggdjur (Cetacea)

I Skandinaviska naturforskaremötenas förhandlingar: 
- Några ord om förhållandet mellan Skandinaviens och norra Rysslands faunor
- Om utvecklingen af tänderna hos Phoca hispida

I Proceedings of the Zoological Society of London:
- Description of Halcrosia Afzelii, a new Crocodile from Sierra Leona, West-Africa 1867program.

Lilljeborg var ledamot av Vetenskapsakademien (invald 13 februari 1861) och Fysiografiska sällskapet i Lund, hedersledamot av Vetenskapssocieteten i Uppsala och Vetenskaps- och vitterhetssamhället i Göteborg samt därjämte medlem av en mängd utländska lärda samfund, som Zoologiska sällskapet i London, Zoologiska och botaniska sällskapet i Wien; Société des Sciences naturelles de Cherbourg, Linneanska sällskapet i London, och så vidare.  År 1877 blev Lilljeborg hedersdoktor i medicinska fakulteten.
Lilljeborg gifte sig första gången 1854 med Sara Maria Ingeborg Holm och andra gången 1862 med Eva Charlotta Lindstedt.